# Maksim Beljaev
Maksim Aleksandrovič Beljaev (in russo Максим Александрович Беляев?, Maksim Aleksandrovich Belyayev; Ozëry, 30 settembre 1991) è un calciatore russo, difensore del Leningradec.

## Caratteristiche tecniche
Gioca come difensore centrale.

## Carriera

### Club
Beljaev ha iniziato la carriera con la maglia della Lokomotiv Mosca, con cui ha esordito nella Prem'er-Liga il 19 luglio 2009, quando ha sostituito Dmitrij Sennikov nel pareggio per 1-1 contro l'Amkar Perm'. In seguito, è stato prestato alla Dinamo Brjansk e al Torpedo Vladimir. Tornato alla Lokomotiv Mosca, il 6 maggio 2012 ha segnato la prima rete nella massima divisione russa: ha infatti trovato la via del gol nel pareggio per 2-2 sul campo della Dinamo Mosca. Agli inizi del 2013, è passato in prestito al Rostov. Ha debuttato con questa squadra il 22 aprile successivo, nella sconfitta per 0-3 contro il Terek Groznyj.

### Nazionale
Beljaev ha contribuito alla vincente campagna di qualificazione al campionato europeo Under-21 2013, con la Nazionale di categoria. Il commissario tecnico Nikolaj Pisarev lo ha poi incluso tra i convocati in vista della fase finale della rassegna continentale.

## Palmarès

### Club

#### Competizioni nazionali
- Coppa di Russia: 1

Lokomotiv Mosca: 2014-2015